# Turismo in Gujarat

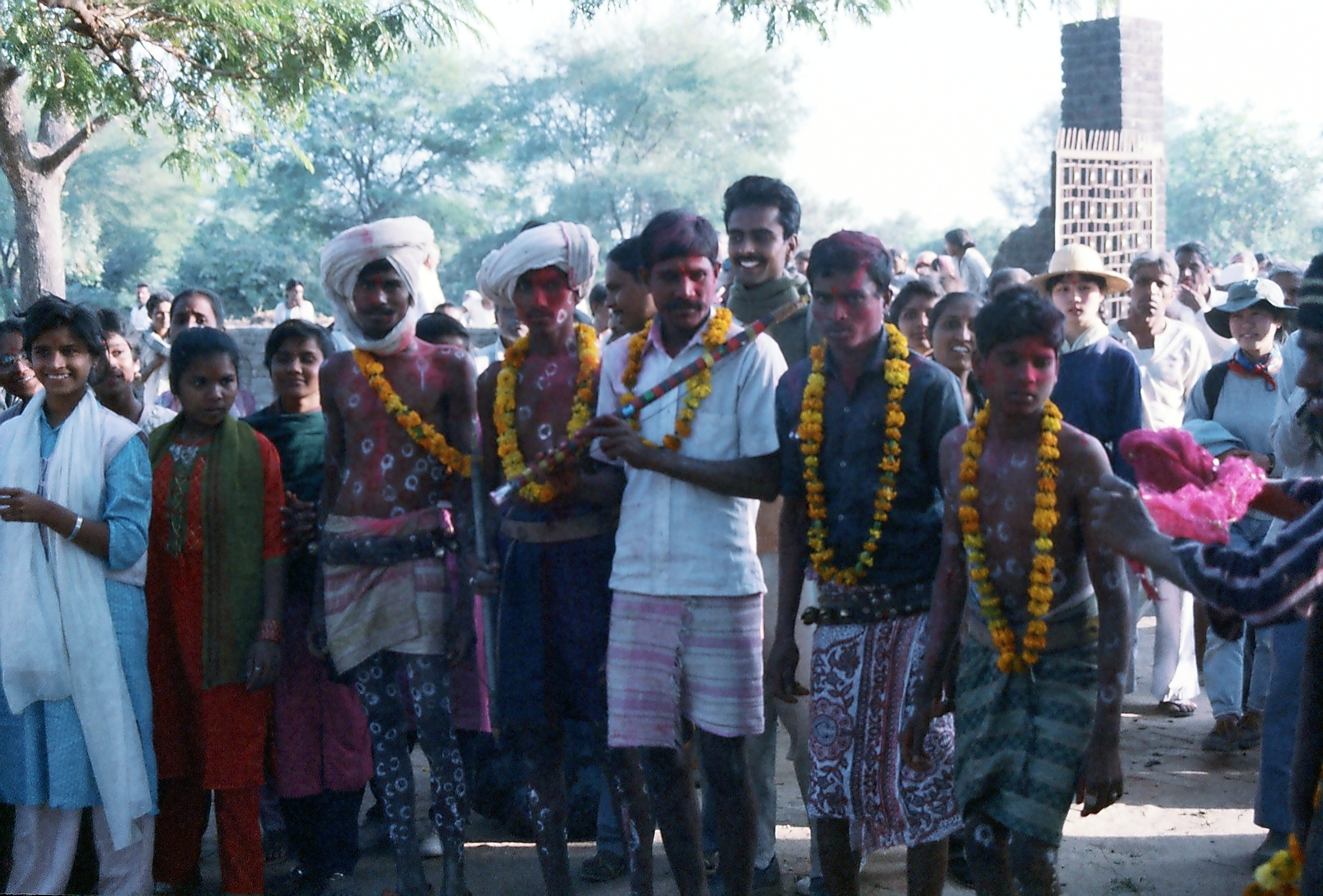
Tradizionale cerimonia di benvenuto, Distretto di Kheda.

Il turismo nel Gujarat è ampiamente sviluppato; è il 6° stato dell'India per superficie, si trova nella parte occidentale con una linea costiera di 1600 km (la più lunga dell'intera nazione). Si tratta di una delle più famose regioni turistiche del paese, ed è stato visitato da 19,8 milioni di turisti nazionali e internazionali nel corso della stagione 2010-11.
Il Gujarat offre tutta una serie di bellezze paesaggistiche le quali vanno da Rann di Kutch alle colline di Saputara; è inoltre l'unico luogo al mondo in cui si possano ancora ammirare puri esemplari di leone asiatico. Durante il regno del Sultanato del Gujarat (1407-1573), l'artigianato Hindu si trovò sempre più mescolato con l'architettura islamica, dando origine al cosiddetto "stile indo-saraceno". Molte strutture nello stato sono costruite in questo modo.
Il paese è anche il luogo di nascita del Mahatma Gandhi e di Sardar Vallabhbhai Patel, icone del movimento d'indipendenza indiano. Amitabh Bachchan è attualmente ambasciatore del turismo di marchio del Gujarat. La campagna 'Khushboo Gujarat Ki' svolta dalla celebrità ha permesso l'aumentato di afflusso turistico del 4% annuo almeno, il doppio di quello rappresentato dal tasso di crescita nazionale.
La città di Ahmedabad viene considerata un punto di partenza ideale per coprire tutte le destinazioni regionali di maggior interesse ed importanza.

## Turismo storico
All'interno del Gujarat ci sono una grande varietà di fortezze storiche, palazzi, moschee, templi e luoghi di importanza storica nella lotta per l'indipendenza dell'India. Molti di questi palazzi e fortezze sono stati trasformati in hotel come una forma di eredità per mantenere i turisti vicino alla vivace storia del territorio.

## Turismo culturale

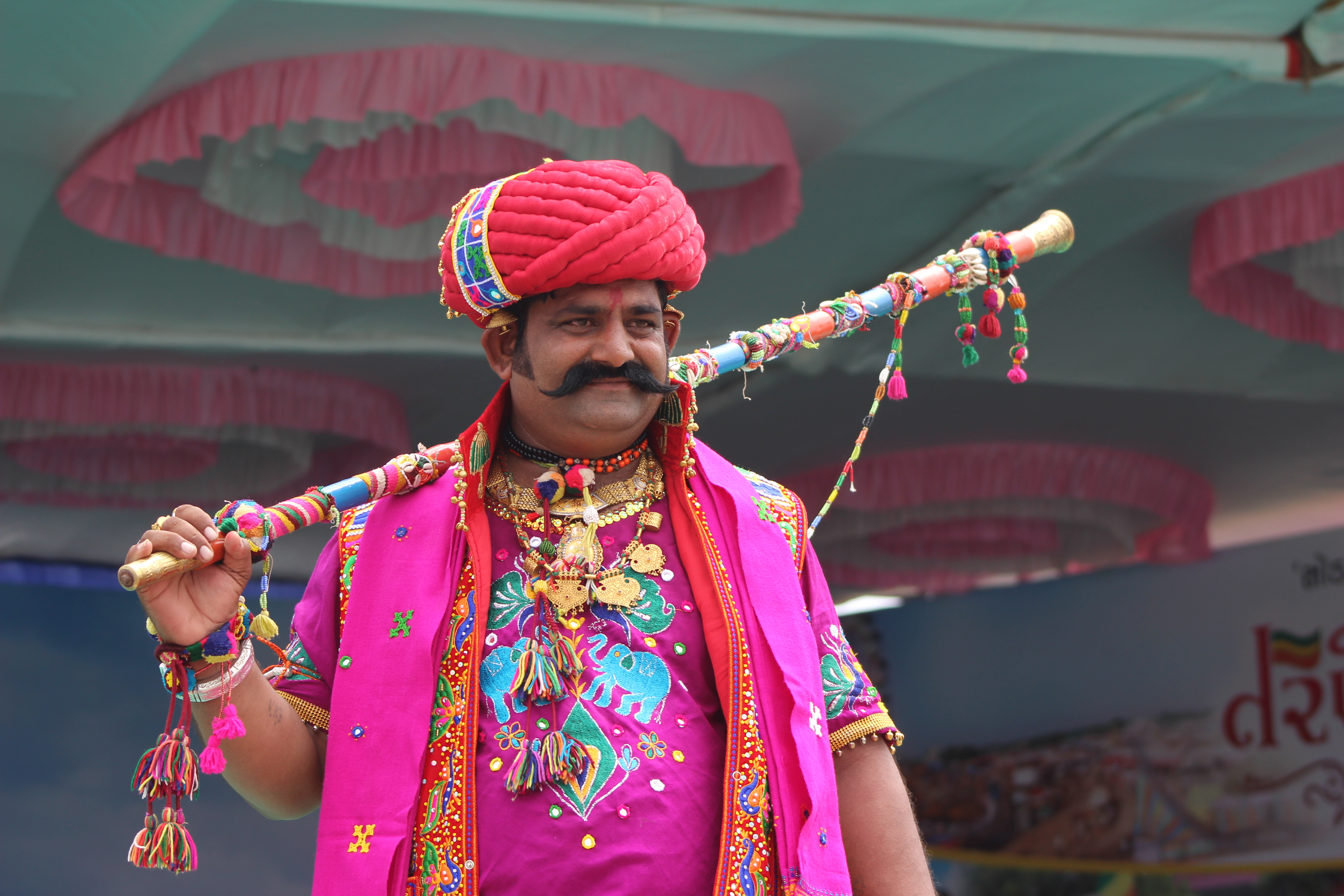
Un uomo in costumi tradizionali durante la fiera de Tarnetar.

Il Gujarat è ben noto per la sua ricca cultura, con le arti popolari che costituiscono una parte importante della cultura dello Stato; questo conserva la ricca tradizione del canto, della danza e del teatro.